# Kao
Kao é uma ilha vulcânica situada no arquipélago Ha'apai, em Tonga. Localiza-se a 5 km ao nordeste da ilha de Tofu e 160 km ao norte da ilha de Tongatapu.
A ilha tem uma forma de cone simétrico. O ponto mais alto atinge uma altitude de 1.046 metros (o ponto mais alto do Reino de Tonga). Em uma pequena cratera localiza-se um lago de água doce. A área territorial é de 11,6 km ².
Kao foi descoberto em 1774, através do explorador britânico James Cook.